# Cheiraster planus
Cheiraster planus är en sjöstjärneart som beskrevs av Addison Emery Verrill 1915. Cheiraster planus ingår i släktet Cheiraster och familjen nålsjöstjärnor. Inga underarter finns listade i Catalogue of Life.